# Monica Pettersson
Monica Viola Pettersson, född 9 februari 1949 i Alunda församling i Uppsala län, är en svensk före detta friidrottare (kulstötning och spjutkastning). Hon tävlade för IF Thor. Pettersson har även kastad diskus på juniornivå.